# Giuseppe Pozzobonelli
Giuseppe Pozzobonelli (ur. 11 sierpnia 1696 w Mediolanie, zm. 27 kwietnia 1783 tamże) – włoski duchowny katolicki, arcybiskup Mediolanu i kardynał od 1743 roku.

## Życiorys
Święcenia kapłańskie otrzymał 23 grudnia 1730. Mianowany arcybiskupem metropolitą Mediolanu 15 lipca 1743. Sakrę biskupią przyjął 21 lipca 1743 z rąk papieża Benedykta XIV w bazylice San Carlo al Corso w Rzymie. 9 września 1743 kreowany kardynałem prezbiterem przez papieża Benedykta XIV. Uczestniczył w konklawe 1758 i konklawe 1769. Protoprezbiter Św. Kolegium Kardynałów od 1770 roku. W 1771 został udekorowany austriackim Orderem Św. Stefana. Zmarł w wieku 86 lat.